# شبکه سارکوپلاسمی

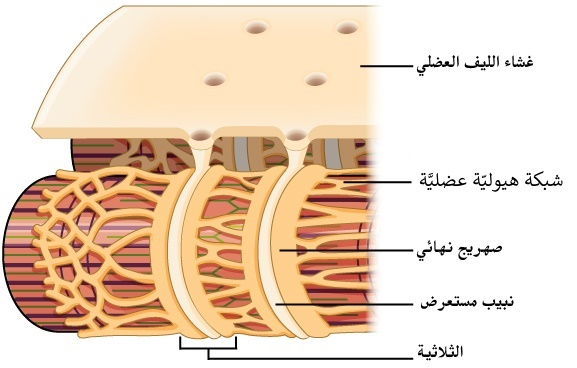
ساختار T-tubule و رابطه با شبکه سارکوپلاسمی در عضله اسکلتی

شبکهٔ سارکوپلاسمی (به انگلیسی: sarcoplasmic reticulum)، ساختاری متصل به غشا است که در یاخته‌های ماهیچه‌ای یافت می‌شود و شبیه به شبکه آندوپلاسمی صاف در یاخته‌های دیگر است. وظیفه اصلی SR ذخیرهٔ یون‌های کلسیم (+Ca۲) است. سطح یون کلسیم نسبتاً ثابت نگه داشته می‌شود به‌گونه‌ای که غلظت یون‌های کلسیم در یاخته ۱۰۰۰۰ برابر کمتر از غلظت یون‌های کلسیم در خارج از یاخته است. این بدان معنی است که افزایش اندک یون‌های کلسیم در داخل یاخته به راحتی تشخیص داده می‌شود و می‌تواند تغییرات مهمی در یاخته ایجاد کند (گفته می‌شود کلسیم پیام‌رسان دوم است؛ برای جزئیات بیشتر، کلسیم در زیست‌شناسی را ببینید). از کلسیم برای ساختن کلسیم کربنات و کلسیم فسفات (دو ترکیبی که بدن برای ساختن دندان و استخوان استفاده می‌کند) استفاده می‌شود. این بدان معنی است که کلسیم بیش از حد در یاخته‌ها می‌تواند منجر به سخت‌شدن (کلسیفیکاسیون) برخی از ساختارهای داخل یاخته از جمله میتوکندری شود که منجر به مرگ یاخته‌ای می‌شود؛ بنابراین، بسیار مهم است که سطح یون کلسیم به شدت کنترل شود و در صورت لزوم بتوان آن را به داخل یاخته آورد و سپس از یاخته خارج کرد.

## شبکه آندوپلاسمی
شبکهٔ درمیان‌یاخته‌ای یا شبکهٔ آندوپلاسمی (به انگلیسی: Endoplasmic reticulum) (به اختصار RE) جزو اندامکهای سلولی است که تسهیلات ارتباطات داخل سلولی را فراهم می‌کند. شبکه آندوپلاسمی از چین خوردگی‌های فراوانی تشکیل شده که یک غشا آنها را دربرگرفته‌است. علاوه بر این، شبکه آندوپلاسمی وظیفه دارد تا پروتئین‌ها و سایر کربوهیدارت‌ها را به دستگاه گلژی، غشاء سلولی، لیزوزوم و هر جای دیگری که لازم باشد، منتقل کند.
دو نوع شبکه آندوپلاسمی وجود دارد: نوع زبر یا خشن که سطح آن با ریبوزوم‌ها پوشیده شده و نوع صاف. نوع زبر محل پروتئین سازی است. پروتئین‌هایی که در شبکه آندوپلاسمی زبر ساخته می‌شوند به شبکه آندوپلاسمی صاف منتقل می‌شوند.

## فیزیولوژی
رتیکولوم سارکوپلاسمیک (به اختصار SR) شبکه آندوپلاسمی صاف مخصوص سلولهای عضلانی است که در سلولهای عضلات صاف و مخطط وجود دارد. تفاوت رتیکولوم سارکوپلاسمیک با شبکه آندوپلاسمیک سایر سلولها در ساختار پروتئینهای غشائ است همچنین رتیکولوم سارکوپلاسمیک مملو از کلسیم است.
هنگام تحریک عصبی پتانسیل عمل فیبر عضلانی را دپولاریزه کرده و نیز به‌طور عمقی در داخل فیبر عضلانی سیر کرده و در آنجا موجب می‌شود که رتیکولوم سارکوپلاسمیک مقادیر زیادی یونهای کلسیم را که در داخل رتیکولوم انبار شده بود به داخل میوفیبریلها آزاد کند. نتیجه نهایی ورود یون کلسیم به سارکولما انقباض میوزین و فیبر عضلانی است.